# A' Katīgoria 1992-1993
L'edizione 1992-1993 della A' Katīgoria fu la 54ª del massimo campionato cipriota; vide la vittoria finale dell'Omonia, che conquistò il suo diciassettesimo titolo.
Capocannoniere del torneo fu Slađan Scepović dell'Apollōn Limassol con 25 reti.

## Formula
Le 14 squadre partecipanti hanno disputato il campionato secondo il classico sistema di andata e ritorno, per un totale di 26 giornate.

## Classifica finale
|  |    | Classifica finale   | G  | V  | N  | P  | GF | GS | DR  | Punti |
|  | -- | ------------------- | -- | -- | -- | -- | -- | -- | --- | ----- |
|  | 1  | Omonia              | 26 | 18 | 5  | 3  | 75 | 30 | +45 | 59    |
|  | 2  | Apollōn Limassol    | 26 | 17 | 6  | 3  | 66 | 25 | +41 | 57    |
|  | 3  | Nea Salamis (CC)    | 26 | 15 | 3  | 8  | 44 | 28 | +16 | 48    |
|  | 4  | APOEL (C)           | 26 | 12 | 7  | 7  | 52 | 39 | +13 | 43    |
|  | 5  | Anorthōsis          | 26 | 11 | 6  | 9  | 32 | 33 | -1  | 39    |
|  | 6  | Pezoporikos Larnaca | 26 | 8  | 10 | 8  | 46 | 39 | +7  | 34    |
|  | 7  | AEL Limassol        | 26 | 9  | 6  | 11 | 42 | 40 | +2  | 33    |
|  | 8  | EN Paralimni        | 26 | 10 | 3  | 13 | 46 | 48 | -2  | 33    |
|  | 9  | Ethnikos Achnas     | 26 | 10 | 3  | 13 | 46 | 49 | -3  | 33    |
|  | 10 | EPA Larnaca         | 26 | 8  | 8  | 10 | 40 | 48 | -8  | 32    |
|  | 11 | Olympiakos Nicosia  | 26 | 8  | 7  | 11 | 34 | 52 | -18 | 31    |
|  | 12 | Evagoras Paphou     | 26 | 8  | 6  | 12 | 39 | 45 | -6  | 30    |
|  | 13 | Arīs Limassol       | 26 | 8  | 6  | 12 | 33 | 52 | -19 | 30    |
|  | 14 | APOP Paphou         | 26 | 1  | 2  | 23 | 17 | 84 | -67 | 5     |

G = Partite giocate; V = Vittorie; N = Nulle/Pareggi; P = Perse; GF = Goal fatti; GS = Goal subiti; DR = Differenza reti.
- (C): Campione nella stagione precedente
- (CC): Vince la Coppa di Cipro

### Verdetti
- Omonia Campione di Cipro 1992-93.
- Aris Limassol  e APOP Paphos retrocesse in Seconda Divisione.

### Qualificazioni alle Coppe europee
- UEFA Champions League 1993-1994: Omonia qualificato al turno preliminare.
- Coppa delle Coppe 1993-1994: APOEL qualificato al turno preliminare.
- Coppa UEFA 1993-1994: Apollon Limassol qualificato.